# Aban ibn Abd-al-Hamid al-Lahiqí
Aban ibn Abd-al-Hamid al-Lahiqí (segle viii - vers 815 o 816) fou un poeta persa en llengua àrab, fill de Làhiq ibn Úfayr. Fou conegut com a ar-Raqaixí perquè la família, originària de Fasa, era clienta dels Banu Raqaix. Es va establir a Bàssora i després a Bagdad, abans del 792. Fou poeta a la cort dels barmàquides. Fou pare del poeta Hamdan ibn Aban ar-Raqaixí i altres membres de la família foren també poetes.